# Eifel Stadl

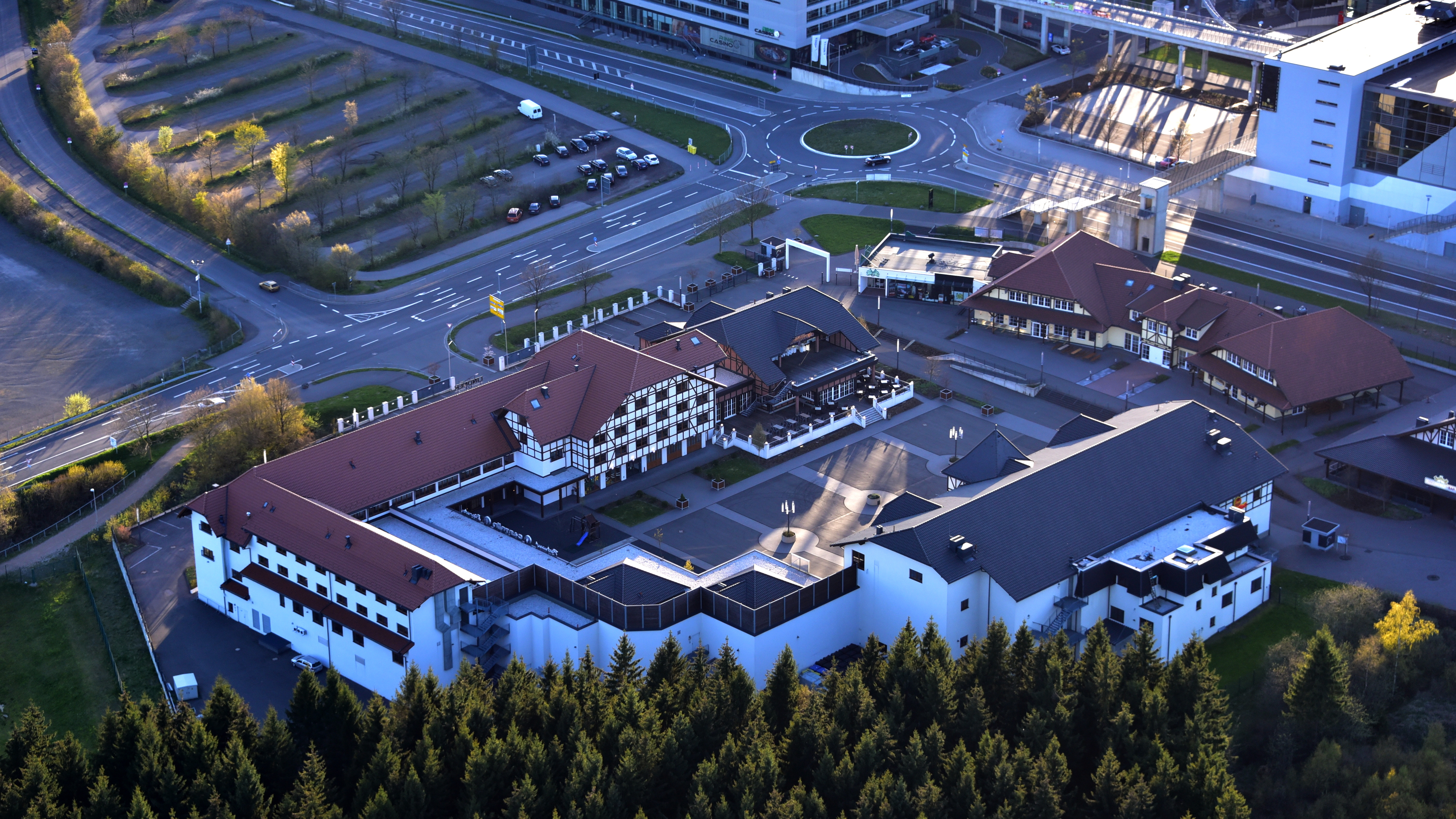
Eifel Stadl, Luftaufnahme (2016)

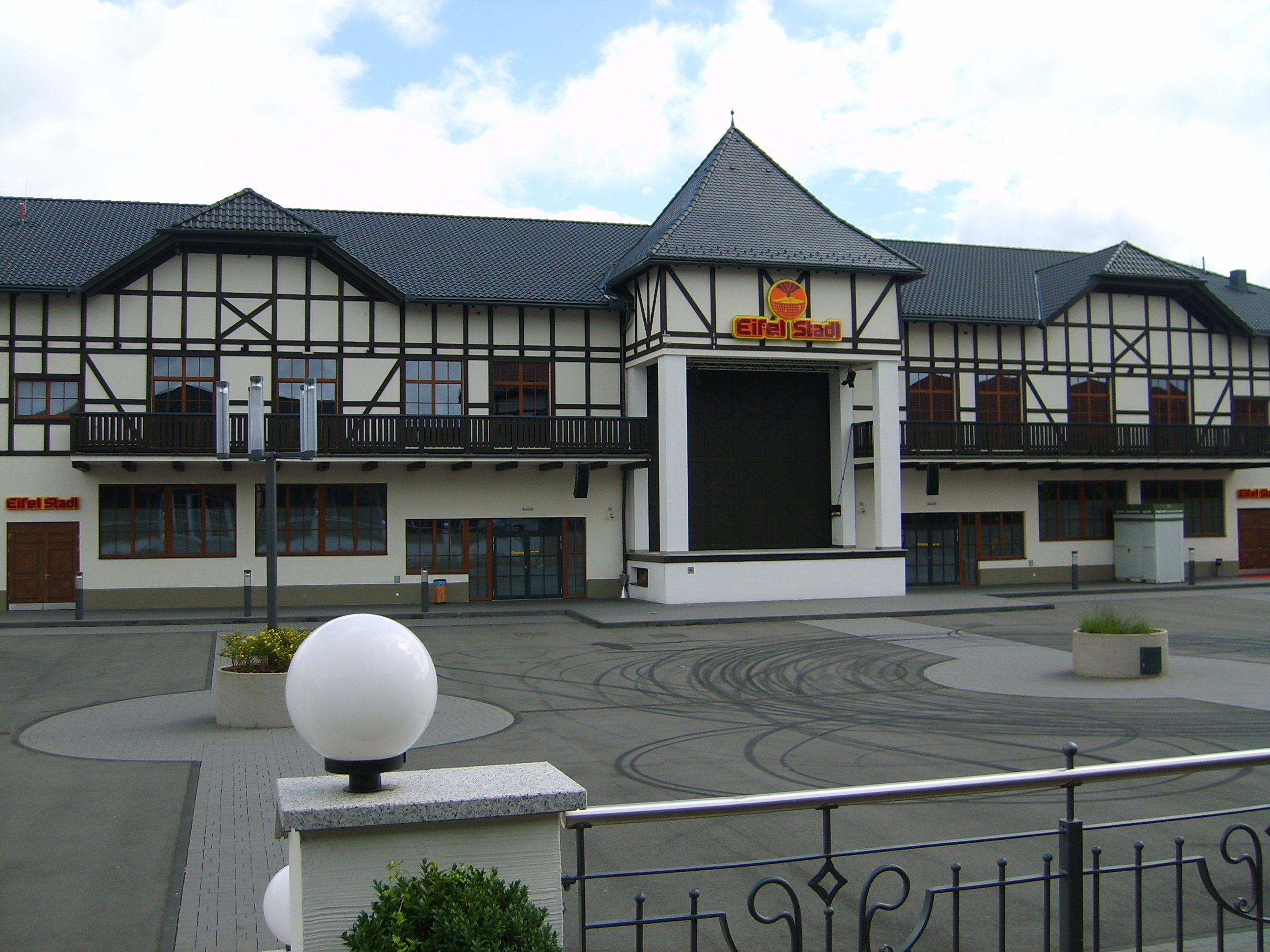
Das Eifel Stadl im August 2012, Frontansicht

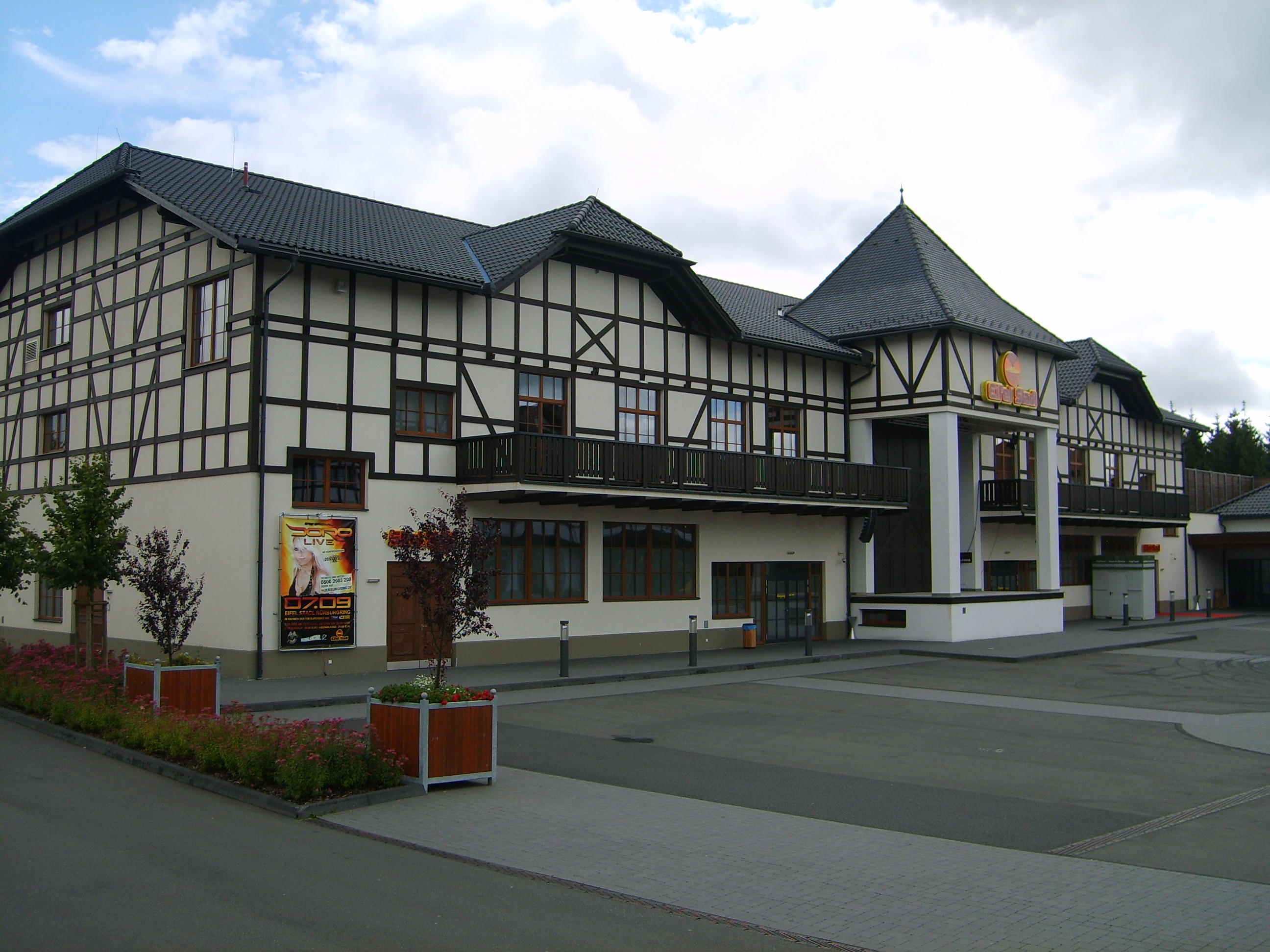
Das Eifel Stadl

Das Eifel Stadl (oder auch Eifelstadl bzw. Stadl) ist ein Nachtclub und eine Diskothek auf Gemarkung der Gemeinde Nürburg. Es wurde gemeinsam mit dem Eifeldorf „Grüne Hölle“ im Rahmen des Projektes Nürburgring 2009 errichtet. Laut Kai Richter von Mediinvest besuchten in den ersten sechs Monaten nach der Eröffnung 100.000 Menschen das Eifel Stadl. Die Location bietet Platz für rund 2000 Besucher.
Bis zum Insolvenzantrag des Nürburgrings am 18. Juli 2012 hieß es, dass das Eifeldorf eine „Geisterstadt“ darstelle. Lediglich wenn das Stadl geöffnet war, kamen ein paar Besucher mehr. Seit Monaten sind sowohl das Brauhaus als auch das Steakhaus wegen Bauschäden (u. a. Schimmelbefall) geschlossen. Die Gastronomie im Eifel Stadl ist davon teilweise betroffen.
Der Eigentümer Capricorn plant nicht weiter mit dem Erlebnisdorf „Grüne Hölle“ und gab dessen baldigen Abriss bekannt. Davon ist auch der Nachtclub betroffen. Am 4. Juli 2014 gab der Betreiber bekannt, dass das Eifel Stadl – zusammen mit dem Eifeldorf – ab dem 1. November 2014 schließen wird.
Im Jahre 2018 hatte die Gesellschaft allerdings weiter in das Eifeldorf investiert.
Auch im Eifel Stadl finden weiterhin Veranstaltungen statt.

## Gebäude

### Bauweise
Das Eifel Stadl ist eine Diskothek, dessen Tanzbereiche auf mehrere Etagen verteilt sind. Insgesamt bietet der Veranstaltungsort bis zu 1900 Menschen Platz. Integriert sind ein Restaurant und mehrere Bar-Zonen. Die Architektur des Gebäudes, sowie der gesamten Eifeldorf-Anlage erinnert an die traditionelle Bauweise in der Eifel mit Fachwerk, Buntwerk, Walmdach und gemütlichen Backsteinstuben.

### Bauzeit und Einweihung
Der Baubeginn des gesamten Feriendorfes mit dem Eifel Stadl war Oktober 2008. Im Juli 2009 waren die Arbeiten abgeschlossen, eröffnet wurde die Location samt dem Eifeldorf „Grüne Hölle“ am 9. Juli 2009. Bei der Eröffnungsfeier waren auch Prominente wie Boris Becker und Giulia Siegel im Eifel Stadl.

### Pläne von Capricorn
Seit dem 12. März 2014 ist das Unternehmen Capricorn Eigentümer der Rennstrecke. Dieser plant nicht weiter mit dem Erlebnispark und plant deren Abriss. An dieser Stelle soll, laut Capricorn, später ein Technologiepark entstehen. Davon ist auch der Nachtclub betroffen. Allerdings ist noch unklar, wann der Abriss erfolgen wird.

## Veranstaltungen
Inzwischen finden dort mehrere Veranstaltungen von BigFM statt. 2010 fand im Stadl die Votingparty für den Bundesvision Song Contest 2010 statt, welche von Kunze und Nadja von RPR1 moderiert wurde. Als DJ war damals Nick Sawatzki engagiert. Die deutsche Power-Metal-Band Rage spielte 2010 auf dem VLN-Sommerfest nachdem ihr Gitarrist Viktor Smolski zuvor bei der VLN Langstreckenmeisterschaft teilnahm.
Zur Fußball-Weltmeisterschaft in Südafrika und zur Fußball-Europameisterschaft in Polen und der Ukraine fand eine Public-Viewing-Veranstaltung, bei der jeweils die Spiele der deutschen Nationalmannschaft übertragen wurde, statt. Am 7. September 2012 ist Doro Pesch im Rahmen des Biker Festivals und der FIM-Superbike-WM im Stadl aufgetreten.
Veranstaltungen im Jahre 2018 sind beispielsweise ein Oktoberfest, Halloween-Party oder eine Sylvester-Party.